# انکیمی
انکیمی (به لاتین: Nkimi) یک شهر در گینه استوایی است که در استان سنترو سور واقع شده‌است. انکیمی ۳٬۳۱۳ نفر جمعیت دارد.